# Catocala vidua
Catocala vidua (tên tiếng Anh: Widow Underwing) là một loài bướm đêm thuộc họ Erebidae. Nó được tìm thấy ở miền nam Ontario, into Maine, New Hampshire và Connecticut, phía nam at least tới Tennessee, Georgia và Alabama, phía tây đến Texas và Oklahoma và phía bắc đến Wisconsin.
Sải cánh dài 70–80 mm. Con trưởng thành bay từ tháng 8 đến tháng 10. Có một lứa một năm.

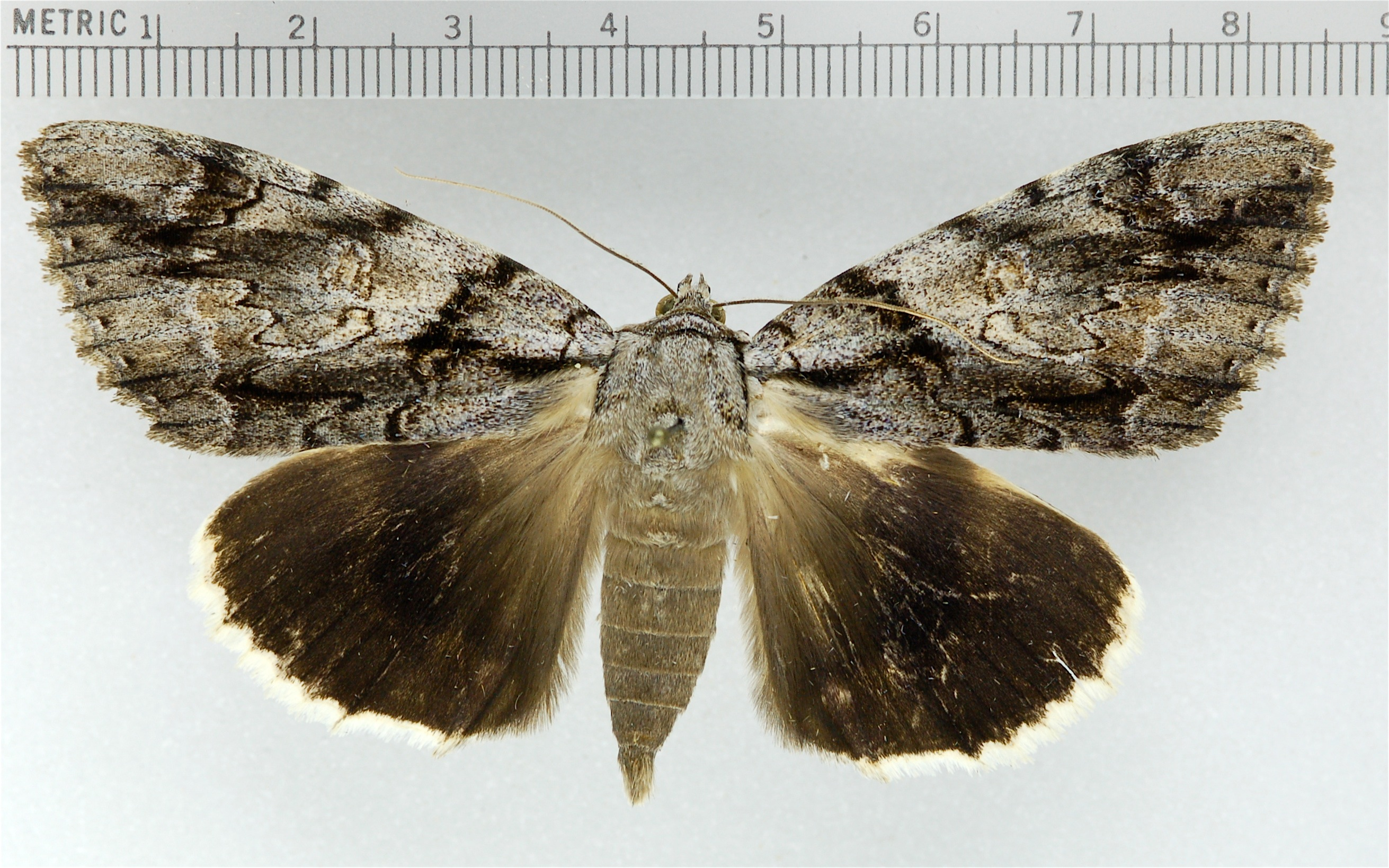

Ấu trùng ăn Carya illinoinensis, Carya ovata, Carya pallida, Juglans cinerea, Juglans nigra, Quercus, Robinia pseudoacacia và Salix.